# Aigle de drapeau

Der Eid der Armee nach der Verleihung der Adler am 4. Dezember 1804, Ölgemälde von Jacques Louis David, 1810

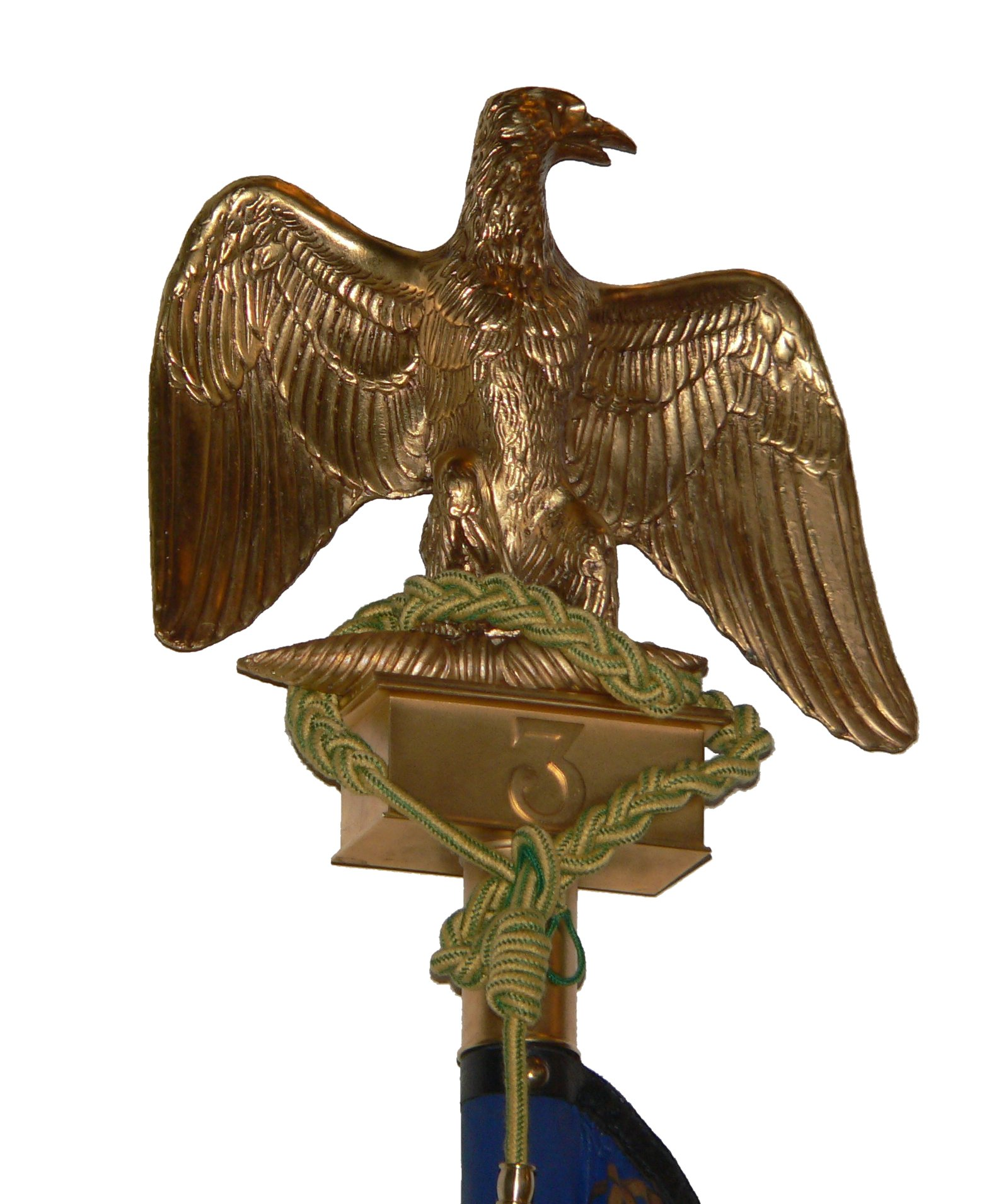
Aigle de drapeau mit der Fourragère des Croix de guerre

Der Aigle de drapeau (deutsch Fahnenadler) war ein Feldzeichen, das Napoleon Bonaparte 1804 für jedes Regiment der Grande Armée zusätzlich zur Truppenfahne eingeführt hatte. Das mit dem Ende des Ersten Kaiserreichs untergegangene Feldzeichen ließ Napoleon III. 1854 im Zweiten Kaiserreich wiederaufleben, bis es infolge seiner Absetzung im Jahr 1870 verschwand.

## Konstruktion
Der Adler war den römischen Legionsadlern (Aquila) nachempfunden und bestand aus einem 1,85 kg schweren Adler aus vergoldeter Bronze auf einer blauen Stange. Unter dem Adler war ein Schild angebracht, auf dem die Nummer des Regiments stand oder bei der Kaiserlichen Garde Garde impériale.

## Geschichte
Nachdem Napoleon Bonaparte sich 1804 zum Kaiser der Franzosen gekrönt hatte, übernahm er Traditionen des antiken römischen Militärs, wie die Aquila, den Reichsadler, an der Spitze der Truppenfahnen. Ihr Verlust bedeutete für die Einheit eine besondere Schmach, da die Adler von Napoléon persönlich gestiftet wurden.
Am 18. Februar 1808 erging durch Napoleon folgender Befehl:

„Der Regiments-Adler der Gegenstand der Verehrung, der Liebe, Aufopferung der Soldaten, denn es ist der ihrer Ehre, muss da seine Stelle haben, wo sich die meisten Bataillone befinden. Er soll einem Träger anvertraut werden, der die Feldzüge von Ulm, Austerlitz, Jena, Friedland mitgemacht hat und durch sein Ehrenamt den Grad, das Vorrecht und den Sold eines Premier-Lieutenants erwirbt. Mit der Bezeichnung des zweiten und dritten Adlerträgers mit dem Rang eines Sergeanten und Sold eines Feldwebels werden zwei alte, tüchtige Soldaten Ersterem zur Seite gestellt, die wegen mangelnder wissenschaftlicher Bildung nicht zum Offizier heraufrücken konnten.“

Gewöhnlich war der Adlerträger auch im Besitz des Kreuzes der Ehrenlegion, mit dem eine jährliche Pension von 250 Francs verbunden war.

## In Schlachten von gegnerischen Truppen erbeutete Aigles de drapeau

### 1805
Im Lauf der Koalitionskriege gingen zahlreiche Adler verloren. Erstmals geschah das in der Schlacht von Austerlitz, als die russische Kavallerie unter Konstantin Romanow den Adler des 4e régiment d’infanterie erbeutete und auch auf ihrem Rückzug verteidigte.
Nach Jean Regnault verloren die Franzosen noch vor Austerlitz folgende Adler:
30. Oktober 1805Schlacht bei Caldiero 1. Bataillon des 5. Infanterie-Regiments de Ligne
11. November 1805Gefecht bei Krems Adler ohne Kennung (nach Bodart 2 Adler 4. Infanterieregiment und 4. Dragonerregiment)
20. November 1806Gefecht bei Lateln 2. Escadron des 1e Dragoner-Regiments

### 1807 in Ostpreußen

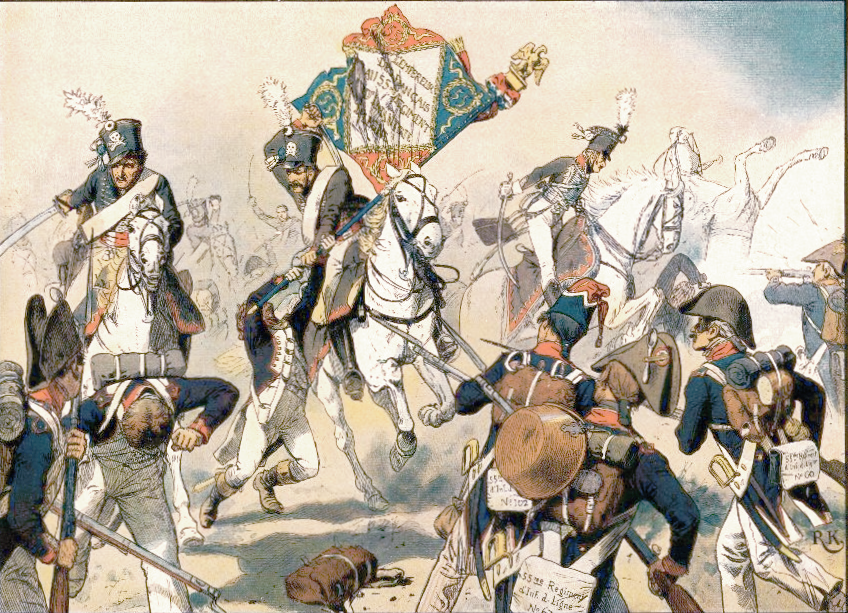
Die Prittwitz-Husaren erobern den Aigle de drapeau des 55. französischen Linien-Infanterie-Regiments

7. Februar 1807Am ersten Tag der Schlacht bei Eylau erbeutete das 1. Petersburger Dragoner Regiment den Adler des 18e régiment d’infanterie.
8. FebruarAm zweiten Tag der Schlacht von Eylau erbeutete eine russische Reiterabteilung unter General Friedrich Nikolaus Georg von Korff (1773–1823) den Adler des 10. leichten Infanterie-Regiments. Am selben Tag erbeutete das preußische Towarczys-Regiment den Adler des 51e régiment d’infanterie. Nach der Schlacht wurden noch vier weitere Adler auf dem Schlachtfeld gefunden und nach St. Petersburg geschickt.
10. Juni 1807In der Schlacht bei Heilsberg erbeuteten zwei Schwadronen des Husaren-Regiments Nr. 9 „von Prittwitz“ unter Führung des Majors von Cosel den Adler des 55e régiment d’infanterie. Zwei weitere Adler erbeuteten die verbündeten Russen.
14. Juni 1807In der Schlacht bei Friedland erbeutete die russische Reiterei bei ihrem letzten Angriff auf den rechten französischen Flügel den Adler des 15e régiment d’infanterie.

### 1809 in Italien, Tirol und Österreich
12. und 13. April 1809Bei dem Überfall bei Hall durch die Tiroler unter Major Martin Teimer von Wildau und durch die Kapitulation bei Innsbruck (11. April) verloren die Franzosen einen Adler.
15. April 1809Im Gefecht von Pordenone mussten die Franzosen den Adler des 35e régiment d’infanterie übergeben.
16. April 1809In der Schlacht bei Sacile fielen den siegreichen Österreichern die Adler dreier Linien-Regimenter in die Hände, nach Bodart nur einer.
20. April 1809Bei der Eroberung von Regensburg wurde der Adler des 65e régiment d’infanterie erbeutet.
3. Mai 1809Im Gefecht bei Ebersberg nahmen die Österreicher drei Adler.
21. und 22. MaiIn der Schlacht bei Aspern fielen den siegreichen Österreichern die Adler des 5e régiment de cuirassiers, 7e régiment de cuirassiers und 11e régiment de cuirassiers, der Adler des 27. leichten Infanterie-Regiments und der des 84e régiment d’infanterie in die Hände.
8. Juli 1809In der Schlacht bei Wagram nahm Oberleutnant Mathias Dittmayer von Rußfelden vom Infanterie-Regiment Argenteau den Adler des 106e régiment d’infanterie.
18. September 1809Im Laufe der Gefechte bei Peterswalde wird von den Österreichern ein Adler erobert

### Außerhalb Europa
24. Februar 1809bei der Kapitulation von Martinique wurde der Adler des 82. Linien-Infanterie-Regiments und der des 2. Bataillons des 26. Linien-Infanterie-Regiments übergeben
6. Februar 1810bei der Kapitulation von Guadeloupe wurde der Adler des 66. Linien-Infanterie-Regiments übergeben

### 1809–1812 auf der Iberischen Halbinsel
19. Juli 1808Bei der Kapitulation von Bailen wurden die Adler des 2. Bataillons der 1. Regiments der Pariser Garde und des 2. Bataillons des 2. Regiments der Pariser Garde übergeben
18. Oktober 1809Im Gefecht von Tamames erbeuteten die siegreichen Spanier den ersten französischen Adler im Kampf im Spanischen Unabhängigkeitskrieg.
20. August 1810Als die Portugiesen unter Francisco da Silveira Pinto da Fonseca Teixeira (1763–1821) die Grenzfestung Puebla de Sanabria angriffen und die französische Garnison kapitulierte, musste die von General Jean Mathieu Seras befehligte Division ihren Adler herausgeben.
5. März 1811In der Schlacht bei Barrosa vor Cádiz verlor das 8e régiment d’infanterie seinen Adler an die Royal Irish Fusiliers (87th Regiment of Foot).
14. März 1811Im Gefecht bei Foz de Arunce verliert des 39. Linien-Infanterie-Regiment seinen Adler
15. März 1811Als Marschall André Masséna und seine Truppen aus Portugal vertrieben wurden, gingen in den Gefechten bei Foz d’Aronce dem 27e régiment d’infanterie und dem 69e régiment d’infanterie ihre Adler verloren. Sie wurden von den Engländern im Flüsschen la Ceyra gefunden.
27. August 1811In einem Rückzugsgefecht im Königreich Leon nahmen die Spanier unter General Francisco Javier Abadía den Adler des 6e régiment d’infanterie in der Division Dorsenne.
22. Juli 1812In der Schlacht bei Salamanca verloren das 22e régiment d’infanterie und das 101e régiment d’infanterie bei Arapiles ihre Adler; nach Bodart wurden sogar 6 Adler erobert.
14. August 1812Nach der Besetzung Madrids durch die Engländer fielen diesen bei der Übergabe des Forts El Retiro mit den dort befindlichen Vorräten aller Art auch die Adler zweier französischer Linien-Regimenter in die Hände.
21. Juli 1813In der Schlacht bei Vitoria wird ein Adler erobert.
29. Juli 1813Am Pass von Maya ging der Adler des 28. Linien-Infanterie-Regiments verloren
31. Oktober 1813Bei der Kapitulation von Pamplona wurde der Adler des 51. Linien-Infanterie-Regiments übergeben
14. Februar 1814Bei der Kapitulation von Lerida wurde der Adler des 42. Linien-Infanterie-Regiments übergeben

### Russlandfeldzug 1812
Nicht klar ist die Anzahl der im Russlandfeldzug 1812 verlorenen Adler, da viele auf dem Rückweg auch versteckt wurden. Regnault hat aber die Verluste in einigen Schlachten verzeichnet.
18. Oktober 1812In der Schlacht bei Tarutino verlieren die Franzosen den Adler des 1. Kürassier-Regiments
5. und 8. November 1812Auf dem Rückzug von Wjasma der Adler des 28. Dragoner-Regiments
18. November 1812Bei Krasnoi verloren die Franzosen die Adler des 35. und 18. Linien-Infanterie-Regiments und des 4e régiment de chasseurs
21. November 1812Gefecht bei Borisow, 1 Adler
29. November 1812An der Beresina gingen Verloren: die Adler des 3./14./44./126. Linien-Infanterie-Regiments

### 1813–1815 (Befreiungskriege)
05. August 1813Im Treffen bei Grünwiese vor der Schlacht um Dresden erbeutete die russische Reiterei einen Adler.
26. August 1813In der Schlacht an der Katzbach verloren zwei französische Regimenter ihre Adler, einen davon nahm das preußische 12. Infanterie-Regiment bei einem Bajonettangriff. Nach Regnault: Die Adler des 134./146./148. Linien-Infanterie-Regiments
29. August 1813Als General Jacques-Pierre-Louis Puthod im Gefecht bei Plagwitz unweit Löwenberg in Schlesien kapitulierte, mussten das 147e régiment d’infanterie und das 149e régiment d’infanterie ihre Adler herausgeben, einen davon an das russische 28. Jäger-Bataillon.
30. August 1813In der Schlacht bei Kulm erbeutete die österreichische Infanterie die beiden Adler des 13. leichten Infanterie-Regiments und des 60e régiment d’infanterie.
17. September 1813Im Gefecht bei Arbesau nahmen die Österreicher einen weiteren Adler.
16. Oktober 1813In der Völkerschlacht bei Leipzig erbeutete das Mecklenburg-Strelitzische Husaren-Regiment bei Möckern den Adler der Artillerie der Marins de la Garde impériale. In der Schlacht ging eine unbekannte Zahl von Adlern verloren, nach Regnault: der Adler des 145. Linien-Infanterie-Regiments bei Wetteritz,
19. Oktober 1813Bei Sturm auf Leipzig wird der Adler des 143e régiment d’infanterie erobert
02. Dezember 1813Als die preußische Truppen bei Neuss über den Rhein setzten und die Stadt befreiten, erbeutete das 14. Infanterie-Regiment den Adler des 150e régiment d’infanterie.
13. Januar 1814Als das preußische IV. Armeekorps unter Tauentzien das noch französisch besetzte Wittenberg erstürmte, erbeutete es den Adler des 123e régiment d’infanterie.
26. März 1814Im Gefecht bei Chailly erbeutete das Infanterie-Regiment „von Horn“ einen Adler des 12. Voltigeur-Regiments der jungen Garde.
30. März 1814Vor Paris erbeutete das preußische 2. Husaren-Regiment einen Adler.
17. April 1814Bei der Übergabe der Festung Glogau übergab General Jean Grégoire Laplane den preußischen Truppen auch den Adler des 151e régiment d’infanterie.
18. Juni 1815Auf dem Schlachtfeld von Belle Alliance erbeutete die englische Reiterei unter General William Ponsonby den Adler des 45e régiment d’infanterie (durch die Royal Scots Greys ist heute im Edinburgh Castle ausgestellt) und den des 105e régiment d’infanterie (durch die 1st The Royal Dragoons), die Preußen erobern den Adler des 25e régiment d’infanterie
29. Juni 1815Bei der Erstürmung der Festungsstadt Charleville durch Truppen des neu aufgestellten norddeutschen Bundeskorps, erbeuteten kurhessische Truppen einen Adler.
Während der ersten Restauration vom April 1814 bis zum Februar 1815 wurden die Adler zerstört. In seiner Herrschaft der Hundert Tage ließ Napoléon neue Adler anfertigen, die qualitativ aber nicht an die ersten heranreichten. Zwei von diesen gingen dann auch bei Waterloo verloren. Die übrigen wurden dann in der erneuten Restauration zerstört, so dass heute nur noch wenige Adler erhalten sind.
Die britische Armee hat Truppenteile, die diese Adler erobert haben, besonders ausgezeichnet. So tragen noch heute die Traditionsnachfolger dieser Regimenter ein besonderes Abzeichen.
Nach Georg Alt befanden sich 1816 in der Garnisonkirche in Berlin zudem folgende Adler:
- Adler des 10e régiment d’infanterie
- Adler mit Fahne der Nationalgarde des Departements de la Marne
- Adler mit Fahne der Nationalgarde des Departements de la Moselle
- Adler ohne Nummer erobert bei Möckern

## Fiktiv
In der Serie Die Scharfschützen erwirbt der Hauptcharakter Leutnant Sharpe besonderen Ruhm durch die Eroberung eines Aigle de drapeau.